# Gmina Fredropol
Die Gmina Fredropol ist eine Landgemeinde im Powiat Przemyski der Woiwodschaft Karpatenvorland in Polen. Ihr Sitz ist die gleichnamige, ehemalige Stadt mit etwa 700 Einwohnern. Das Gebiet der Gemeinde grenzt im Osten an die Ukraine.

## Geschichte
Von 1975 bis 1998 gehörte Fredropol zur Woiwodschaft Przemyśl.

## Gliederung
Zur Landgemeinde (gmina wiejska) Fredropol gehören Dörfer mit 19 Schulzenämtern, denen weitere Ortschaften zugeordnet sind:
- Aksmanice
- Darowice
- Gruszowa mit Koniusza
- Huwniki
- Kalwaria Pacławska
- Kłokowice
- Kniażyce
- Kormanice/Fredropol
- Koniuszki
- Kupiatycze
- Makowa mit Leszczyny, Paportno und Sopotnik
- Młodowice
- Młodowice Osiedle
- Nowe Sady
- Nowosiółki Dydyńskie
- Pacław
- Rybotycze mit Borysławka, Kopysno und Posada Rybotycka
- Sierakośce
- Sólca